# Edson Cavalcante Queiroz
A nu se confunda cu omul de afaceri brazilian Edson Queiroz.
Edson Cavalcante Queiroz (n. 1950, Recife, Pernambuco, Brazilia – d. 5 octombrie 1991) a fost un medic ginecolog și medium brazilian.
Este cel mai notabil pentru presupusa sa practicare a chirurgiei spirituale atribuită spiritelor lui Dr. Fritz (Adolf Fritz), Zé Arigó (José Pedro de Freitas) și fraților  Oscar și Edivaldo Wilde.
Intervențiile sale chirurgicale au fost marcate de faptul că pacienții erau tăiați cu diverse obiecte fără dezinfectare și de faptul că nu simțeau niciun fel de durere.
În 1983, Consiliul Regional de Medicină din Ceará l-a acuzat pe Cavalvante Queiroz de practicarea ilegală a medicinei, ceea ce a dus la anularea dreptului său de practicare a profesiei de medic. Cu toate acestea, doi ani mai târziu a fost achitat.
Alte procese au avut loc în continuare, cu aceeași acuzație, ceea ce a dus la anularea dreptului său de practicare a profesiei de medic, dar Queiroz nu și-a oprit activitatea de a vindeca cu ajutorul spiritismului. El a ajuns să aibă o moarte tragică - a fost înjunghiat mortal de către asistentul său, José Ricardo da Silva.
O stradă din orașul Curitiba, capitala statului Paraná, a fost denumită după acesta.